# 烟墩山 (青岛)
烟墩山是位于中华人民共和国山东省青岛市李沧区的一座山峰，海拔62.9米，向西紧靠胶州湾，向东紧靠胶济铁路。由于烟墩山上原有用来抵抗倭寇烟墩用来传递军情故得名烟墩山，现烟墩山周围为企业聚集区，人口密集。山上的烟墩山公园建成于1986年，占地面积8.98万平方米。